# Mohammad Bakri
Mohammad Bakri (Arabisch: محمد بكري, Hebreeuws: מוחמד בכרי) (Bi'ina/El Baneh,  (Noord (Israël)), 27 november 1953) is een Palestijnse acteur, regisseur, filmproducent en schrijver. 
Hij werd in 1953 geboren in Bi'ina/El Baneh in Galilea waar hij de basisschool bezocht, om daarna de middelbare school in het nabijgelegen Akko te bezoeken. Hij begon zijn studie toneel en studie Arabische literatuur aan de Universiteit van Tel Aviv, waar hij twee jaar later zijn diploma behaalde.
In 1986 begon hij zijn solo-optreden met 'The Pessoptimist' in onder meer het Habima Theater in Tel Aviv,  in Haifa, en in  het Al-Kasaba Theater in Ramallah. Na in theaters en films in Israël en Palestina carrière gemaakt te hebben, brak Bakri internationaal door.  en speelde in diverse films, en maakte documentaires/films. Hij is acteur in ruim 60 films en tv-series. Hij schrijf, regisseert en produceert filme en documentaires.
Bakri werd bekend van onder meer 'Private' (2004), '"Since You've Been Gone" (Min Yum Mahrucht)' (2005) en 'Wajib' (2017).
Hij werd vele malen genomineerd en ontving vier awards.
Bijna al zijn documentaires/films zijn beïnvloed door de bezetting van Palestina en het zijn blijvende getuigenissen van de worstelingen binnen het Palestijnse volk.
Over de politieke strijd van de Palestijnen produceerde hij met name drie documentaires/films:
- "1948" (1999). Gebaseerd op getuigenverslagen van de herinneringen van een groep bejaarde Arabieren over het moment waarop ze vluchteling werden, de onmenselijke behandeling bij hun deportaties of de vrees voor een bloedbad dat hen en hun families deed vluchten voor hun leven.[6]
- "Jenin-Jenin" (2002). Gebaseerd op getuigenissen van inwoners van het Palestijnse vluchtelingenkamp in Jenin die hij had geïnterviewd na de militaire invasie Operation Defensive Shield van het Israëlische defensieleger in april 2001. Het is een beschrijving van de sporen die in de ziel van de inwoners zijn gekerfd, en van verzet, heldendom en overwinning, ondanks rampen, slachtoffers en verwoesting van leven.[7]
- "Since You've Been Gone" (Min Yum Mahrucht) (2004). Een autobiografisch verhaal rond een bezoek aan het graf van zijn vriend Emile Habibi; over geboorten, doden en schokkende gebeurtenissen in het gebied sinds zijn dood in 1996; met poëzie van Mahmoud Darwish.

De film "Jenin-Jenin" kreeg twee onderscheidingen: de "Best Film" award op het International Film Festival, van 2002, in Cartago en de Internationale 'Prize for Mediterranean Documentary Filmmaking and Reporting'.

## Aanklacht tegen 'Jenin-Jenin'
In december 2002 werd de film 'Jenin-Jenin' verboden in Israël, en gecensureerd als propaganda en verkeerde voorstelling van de gebeurtenissen. Het was voor het eerst sinds 1987 dat Israël een film verbood, en wel vanwege de pornografische inhoud.
In februari 2003, werd Bakri door vijf Israëlische soldaten-reservisten beschuldigd van laster jegens hen en de troepen die bij de invasie in Jenin gevochten hadden door hen af te schilderen als oorlogsmisdadigers. Bakri zei daarop dat Israeli's die zijn film afwijzen de waarheid van een ander afwijzen, en dat hij honderden films heeft gezien die ontkennen en niet willen weten wat er gebeurde jegens de Palestijnen, en dat tot nog toe men geen enkele film heeft aangeklaagd of verboden.
Op 31 augustus 2004 verwierp het Hooggerechtshof van Israël het verbod op de film. Een voorstel om verscheidene scenes te schrappen werd eveneens verworpen. In 2007 gingen de soldaten in hoger beroep en eisten een schadevergoeding van 2.5 miljoen sjekels voor laster. In 2011 werd ook dit door het Hof verworpen.
In 2012 begon de zionistische politiek-rechtse groep Im Tirzu een campagne tegen Bakri vanwege de film 'Jenin-Jenin met een oproep om hem te boycotten.
Tijdens het theaterfestival in Tel Aviv op vrijdag 19 november 2016, in het Tmuna Theater, richtte actrice Einat Weitzman zich aan het eind van de voorstelling tot het publiek. Ze maakte melding van de aanklacht, eerder die week door een reserve-officier, tegen Bakri "'een van de beste acteurs heden ten dage in Israël-Palestina, een geniaal acteur en eminent regisseur" en nodigde het publiek uit voor een solidariteitsdiscussie na afloop. Aan het slot verlieten sommigen reeds de zaal, terwijl verzocht werd het volkslied te zingen. Op zaterdag verklaarde de minister van Cultuur, Miri Regev, een onderzoek te zullen instellen naar vertoonde extremistische opmerkingen en het minachtende gedrag van enkele artiesten aan het slot van de voorstelling.  
In februari 2020 moest Bakri in de hoorzitting voor het gerecht verschijnen in het rechtsgeding dat door de soldaat was aangespannen. De zitting vond plaats in een zwaarbeladen sfeer.

## Overig
In de Amerikaanse tv-serie 'Homeland' acteerde Bakri in de laatste aflevering van seizoen 8. Hij had daarin de rol van Abdu Qadir G’ulom, de vice-president van Afghanistan, later de president van Afghanistan.
In april 2020 bleef Bakri vanwege het Coronavirus steken in Tunesië waar hij bezig was met opnames voor zijn nieuwste film. Die film, getiteld 'Leila Toghader Rouha' (Leila doet afstand van haar ziel), gaat over een jong Syrisch meisje dat tot een huwelijk gedwongen wordt om haar broer uit handen van het regime te redden.

## Privé
Bakri is getrouwd en heeft zes kinderen. Zijn vrouw Leila is actrice, evenals hun zonen Saleh, Adam en Ziad.
Bakri, Leila en Saleh spelen in de film 'Wajib". In de film '1948' worden de gedichten van Mahmoud Darwish door zijn dochter Yaffa gezongen.